# Железногорск (Красноярски край)
Железногорск е град в Красноярски край, Русия. Разположен е на 35 km североизточно от Красноярск. Административен център е на Железногорски градски оркъг. Населението му към 2016 година е 84 543 души. Има статут на затворен град.

## История
Селището възниква през 1950 г. във връзка с построяването на комбинат за обогатяването на плутоний за военни цели. Самият комбинат е построен в гранитните недра на близкия скален масив и разполага със собствена подземна железница, проектирана да издържи ядрен удар. През 1954 г. получава статут на град. Тъй като това е затворен град, до разпадането на СССР е бил наричан по пощенския си код – Красноярск-26 и не е бил отбелязван на географските карти.

## Население
| 1979   | 1992   | 1996   | 2003   | 2005   | 2007   | 2009   |
| ------ | ------ | ------ | ------ | ------ | ------ | ------ |
| 86 200 | 97 500 | 94 100 | 93 900 | 94 200 | 93 900 | 93 226 |
| 2010   | 2011   | 2012   | 2013   | 2014   | 2015   | 2016   |
| 93 200 | 84 800 | 84 686 | 84 943 | 84 930 | 84 860 | 84 543 |

## Икономика
Икономиката на Железногорск се базира на производството на плутоний и химически продукти. В града също така работи предприятие за производство на сателити с невоенна цел.